# NK 4. juli Uglješ
NK 4. juli je nogometni klub iz Uglješa. Trenutačno se ne natječe.

## Povijest
Klub je osnovan 1976. godine, iste godine kada je osnovan i Nogometni savez općine Beli Manastir. Za ime je odabran 4. juli (4. srpnja), tj. nadnevak kad se u SFRJ slavio Dan borca. U sezoni 1976./77. klub se natječe u najnižem razredu, odnosno 1. razredu Baranjske nogometne lige. Iste sezone klub osvaja 1. mjesto, te od sezone 1977./78. nastupa u Baranjskoj nogometnoj ligi. U ovom pretposljednjem razredu natjecanja (koje je u međuvremenu zbog reorganizacije natjecanja preimenovano u 1. razred) ostaje do 1991. godine.
Od 1992. do 1997. godine Uglješ je bio pod srpskom okupacijom, te 4. juli u tom razdoblju nosi ime FK 4. juli i natječe se u Prvenstvu RSK.
Nakon mirne reintegracije, klub je registriran u Republici Hrvatskoj, ali se nije uključio u službena natjecanja. Izuzetak tome je veteranska sekcija koja se natjecala u nogometnoj ligi veterana Zajedničkog vijeća općina u sezonama 2007./08. i 2008./09.

### Plasmani kluba kroz povijest
| Sezona    | Liga                               | Rang             | Plasman          |
| --------- | ---------------------------------- | ---------------- | ---------------- |
| 1976./77. | Baranjska nogometna liga 1. razred | 7.               | 1. mjesto        |
| 1977./78. | Baranjska nogometna liga           | 6.               | 5. mjesto        |
| 1978./79. | Baranjska nogometna liga           | 6.               | 4. mjesto        |
| 1979./80. | Baranjska nogometna liga           | 6.               |                  |
| 1980./81. | Baranjska nogometna liga 1. razred |                  |                  |
| 1981./82. | Baranjska nogometna liga 1. razred |                  | 5. mjesto        |
| 1982./83. | Baranjska nogometna liga 1. razred |                  | 7. mjesto        |
| 1983./84. | Baranjska nogometna liga 1. razred |                  |                  |
| 1984./85. | Baranjska nogometna liga 1. razred |                  | 7. mjesto        |
| 1985./86. | Baranjska nogometna liga 1. razred |                  |                  |
| 1986./87. | Baranjska nogometna liga 1. razred |                  |                  |
| 1987./88. | Baranjska nogometna liga 1. razred |                  |                  |
| 1988./89. | Baranjska nogometna liga 1. razred |                  | 3. mjesto        |
| 1989./90. | Baranjska nogometna liga 1. razred |                  |                  |
| 1990./91. | Baranjska nogometna liga 1. razred |                  | 2. ili 3. mjesto |
| 1991./92. | nije se natjecao                   | nije se natjecao | nije se natjecao |
| 1992./93. | 1. liga Krajine – Liga Baranja     | 1.               | 5. mjesto        |
| 1993./94. | 1. liga Krajine – Liga Baranja     | 1.               | 3. mjesto        |
| 1994./95. | Jedinstvena prva liga Istok        | 1.               | 9. mjesto        |
| 1995./96. | Kvalitetna baranjska liga          | 2.               | 2. mjesto        |
| 1996./97. | Baranjska liga                     | 2.               |                  |

## Poznati igrači
- Radislav Ignjić